# Alfabet Pollarda

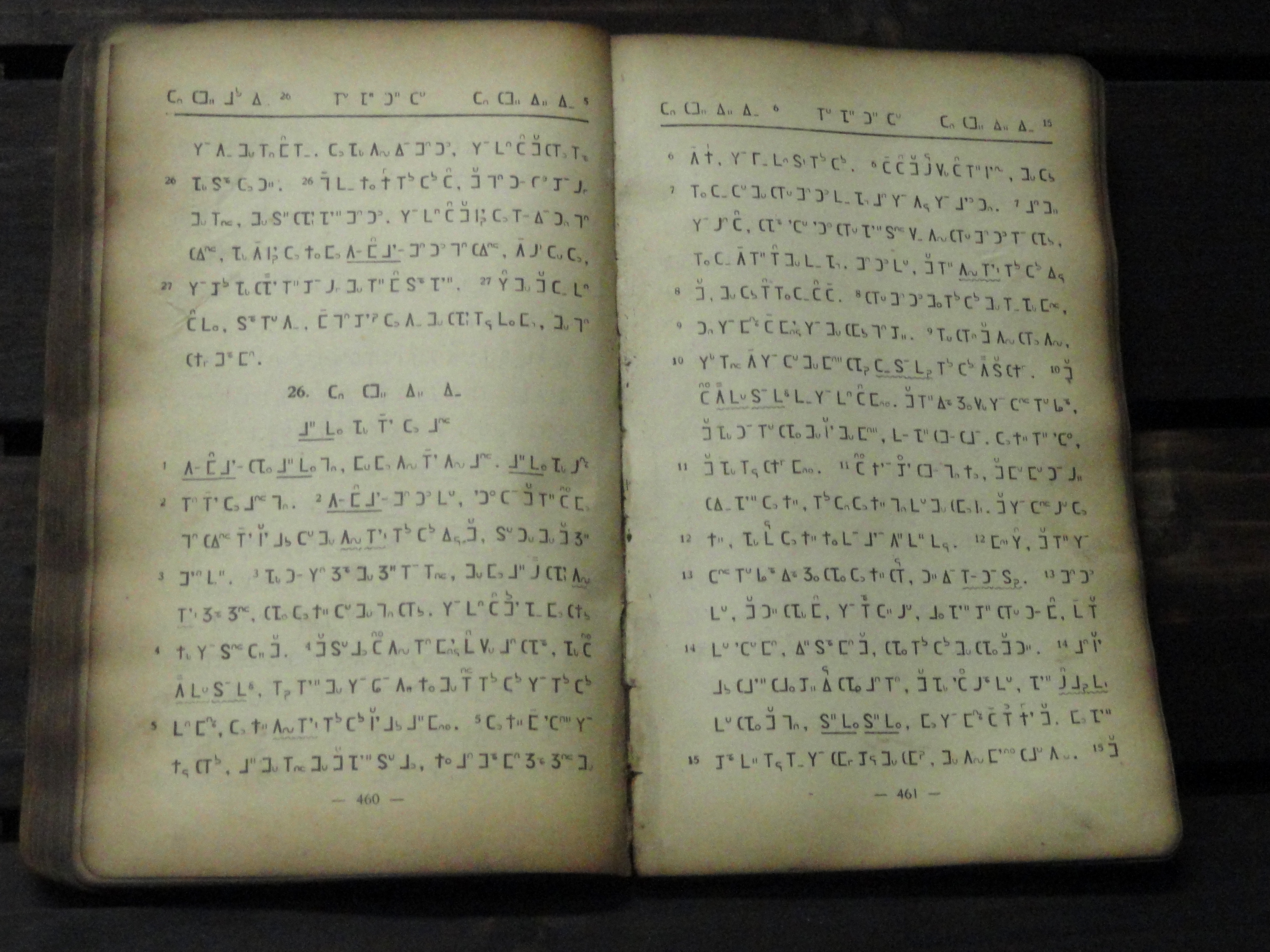
Tekst zapisany pismem Pollarda

Pismo Pollarda, Pollard Miao – alfabet wykazujący pewne cechy abugidy, opracowany w 1905 przez brytyjskiego misjonarza Sama Pollarda dla zapisu a-hmao, jednego z dialektów języka hmong, używanego w południowych Chinach. Ustabilizowaną formę osiągnął on dopiero w roku 1936, gdy opublikowano w nim fragmenty Biblii. W 1988 roku wprowadzono dodatkowe poprawki, ze względu na fakt, że starsza wersja nie w pełni oddawała fonetykę języka hmong. W tej wersji alfabet ten pozostaje nadal w użyciu na terenie Chin. Hmongowie zamieszkujący inne kraje posługują się innymi systemami pisma.

## Charakterystyka
Głównymi znakami są spółgłoski z dodatkowymi, znacznie mniejszymi znakami samogłoskowymi. Pozycja znaku samogłoskowego służy do zaznaczania tonu sylaby.